# CMR (conventie goederenvervoer)
CMR is een internationale conventie bij grensoverschrijdend wegvervoer. De afkorting CMR staat voor Convention Relative au Contrat de Transport International de Marchandises par Route:  Conventie betreffende de overeenkomst tot internationaal vervoer van goederen over de weg (vervoersovereenkomst). De CMR is van toepassing op alle vervoer over de weg van of naar een bij de conventie aangesloten land.
Het verdrag werd ondertekend te Genève op 19 mei 1956. Het wordt intussen bekrachtigd door nagenoeg alle Europese landen en daarnaast ook Iran, Kazachstan, Kirgizië, Marokko, Mongolië, Oezbekistan,  Tunesië, Turkije en Turkmenistan.
De CMR legt eenvormige aansprakelijkheidsregels op voor de schade bij verlies of beschadiging van de lading of bij vertraging. Deze regels zijn ook geldig bij een binnenlands transport als onderdeel van een internationaal transport. Bovendien hebben verschillende landen dezelfde normen overgenomen voor louter binnenlandse transporten. De CMR is dwingend recht (art. 41 CMR), er mag niet door partijen van af worden geweken.

## Wanneer niet van toepassing
De CMR is niet van toepassing bij
- Vervoer voortvloeiend uit internationale postovereenkomsten;
- Vervoer van overleden mensen of dieren ;
- Verhuizingen.

## Wanneer aansprakelijk
De vervoerder is aansprakelijk vanaf het moment dat hij de zaken in ontvangst neemt tot het moment dat hij de zaken aflevert. Onder bepaalde omstandigheden is de vervoerder tevens aansprakelijk voor schade ontstaan door vertraging. De aansprakelijkheid is beperkt tot de aansprakelijkheidslimiet (art. 17 lid 1 CMR).
De vervoerder is aansprakelijk voor ontstane schade, tenzij (art. 17 lid 2 en 3 CMR):
- De schade of vertraging te wijten is aan de schuld of een fout van een rechthebbende (meestal de afzender);
- De schade of vertraging te wijten is aan omstandigheden die hij niet heeft kunnen voorzien (vervoerdersovermacht, bijvoorbeeld: een brug stort in). Deze uitsluiting geldt niet voor schades ontstaan door gebreken van het vervoermiddel;
- Het verlies of de beschadiging het gevolg is van enkele met name genoemde omstandigheden, zoals een slechte of ontbrekende verpakking of door de aard van de zaken (zoals roest of bederf). Bij gespecialiseerd vervoer, zoals koeltransport, moet de vervoerder bewijzen dat alle maatregelen zijn genomen en de instructies zijn nagekomen.

De bewijslast voor ontheffing van de aansprakelijkheid rust op de vervoerder.

## Aansprakelijkheidslimiet
De vervoerder is aansprakelijk voor alle schade ontstaan door geheel of gedeeltelijk verlies van de vervoerde zaken of schade door vertraging. De schadevergoeding wordt berekend naar de waarde van de zaken op de plaats en het tijdstip van de in ontvangstneming door de vervoerder.
De schadevergoeding is echter gemaximeerd op 8,33 SDR per kg (€ 10,33) (art. 23 lid 3 CMR). Voor een partij mobiele telefoons die verloren gaat zal de vervoerder slechts aansprakelijk zijn voor een fractie van de werkelijke waarde.
Boven de aansprakelijkheidslimiet is de vervoerder nog aansprakelijk voor kosten als vracht en douanerechten. De vergoeding is gemaximeerd tot de vrachtprijs. (art. 23 lid 4 en 5 CMR).
Krachtens art. 29 CMR mag de vervoerder zich bij opzet of uit zijn schuld die met opzet gelijkgesteld wordt, niet beroepen op bepalingen uit het CMR die zijn aansprakelijkheid beperken. Er mag bij overschrijding van art. 29 CMR dus worden afgeweken van de limieten die gesteld worden in art. 23 CMR. De Hoge Raad der Nederlanden stelde dat er bij opzettelijk of roekeloos gedrag met de wetenschap dat de schade er waarschijnlijk uit zou voortvloeien, er geen beperking van de aansprakelijk was. Er is sprake van zulk gedrag indien degene die zo heeft gehandeld wist dat dit gedrag een gevaar vormde en dat zijn handelen de kans van het verwezenlijken van het gevaar vergrootte, doch zich daardoor niet van dit gedrag heeft laten weerhouden.

## Verjaring
Alle vorderingen verjaren na afloop van een jaar, behalve als sprake is van opzet of schuld die met opzet gelijkgesteld wordt; hiervoor geldt een verjaringstermijn van drie jaar.

## Automatisering
Er bestaan verschillende oplossingen (zoals PMS/LMS) voor het geautomatiseerd invullen en afdrukken van CMR vrachtbrieven. De originele documenten zullen echter steeds aangekocht moeten worden bij een erkende drukker.